# 張一桂
張一桂（1540年—1592年），字庭芳，號玉陽，河南開封府祥符縣民籍直隸歙縣人，明朝政治人物。

## 生平
河南鄉試第二十名舉人。隆慶二年（1568年）中式戊辰科會試第九十六名，二甲第五十一名進士。选庶吉士，四年三月授翰林院编修，充《明世宗实录》纂修官，六年持節册封德藩。万历二年（1574年）分校礼闈，预修《明穆宗实录》，实录成，升修撰，三年补经筵展书官，兼掌誥敕。四年（1576年）三月乞假送母归乡，七月主考應天府乡试，录取唐文献等人。五年八月以世宗实录修成，升侍讲，六年二月充编纂章奏官，因不满张居正居喪奪情，辞官而归。张居正死后，万历十一年闰二月復除翰林院侍讲，充会典纂修官，又充经筵讲官，十二年二月升右春坊右谕德兼翰林院侍讲，十三年六月补日讲官，八月与洗马陈于陛充顺天乡试考试官，十月因私人冒顺天籍中式举人被皇帝知晓，被下旨斥责，调任南京，为南京兵部职方司员外郎，十六年五月改任南京国子监司业，仍支正五品俸。十七年八月升祭酒，十九年五月改任北京国子监祭酒，不久升太常寺卿，管国子监祭酒事，未至北京，十月復升南京礼部右侍郎，二十年七月改北礼部右侍郎，兼翰林院侍读学士，八月升左侍郎，二十九日行至河南永城，以痰疾去世，享年五十三。

## 家族
曾祖張夢環；祖父張福高；父張清（1498年-1562年），字澄甫，别號秋潭；母劉氏，封太安人（1512年-1602年）。慈侍下。